# Associazione Calcio Gozzano
L'A.S.D. Calcio Gozzano, meglio noto come A.C. Gozzano, A.S.D.C. Gozzano o più semplicemente Gozzano, è una società calcistica italiana con sede nel comune di Gozzano, in provincia di Novara. Milita in Serie D, la quarta divisione del campionato italiano.
Fondata nel 1920 col nome di Club Sportivo Juventus Gozzano, è affiliata alla FIGC dal 1924.
Ha militato per oltre novant'anni soprattutto nelle categorie regionali del Piemonte, raggiungendo la massima divisione dilettantistica a cavallo tra l’ultimo ventennio del XX secolo e l'inizio del XXI secolo. Nella stagione 2017-2018, vincendo il proprio girone di Serie D, è stato promosso per la prima volta nel professionismo; l'anno seguente ha quindi ottenuto la salvezza in Serie C, conseguendo il miglior risultato della propria storia.

## Storia
La pratica del football è stata avviata a Gozzano dalla locale comunità dei gesuiti, che durante la prima guerra mondiale avevano messo in piedi una rudimentale squadra (denominata Fides) e organizzato le prime partite, sia fra i paesani che contro i comuni limitrofi.
La storia dell'AC Gozzano inizia con il Club Sportivo Juventus, primo consorzio calcistico basato a Gozzano di cui è nota la partecipazione a campionati regolari, la cui fondazione avvenne il 1º aprile 1920: i suoi colori istituzionali furono il rosa (sostituito presto dal rosso) e il blu. Le prime testimonianze sull'esistenza di tale società la descrivono come una polisportiva dedita a ciclismo e (per l'appunto) foot-ball.
Non essendo stato possibile per molto tempo risalire a un'esatta data di fondazione (la quale è stata accertata solo nei primi anni 2020 a seguito di ricerche archivistiche), l'affiliazione della Juventus alla FIGC, formalizzata il 16 giugno 1924, ha finito per essere convenzionalmente considerata come "vero" punto d'inizio della storia della squadra.
La carenza di testimonianze storiche precise si protrae fino al periodo bellico e non permette di tracciare un profilo cronologico accurato degli albori: si sa tuttavia che la Juventus rimase attiva almeno fino al 1932, per poi entrare in quiescenza e rinascere con ragione sociale Associazione Calcio Gozzano nel biennio 1937-1938.

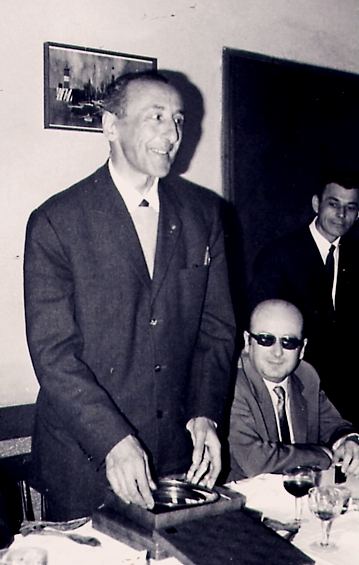
Il marchese Alfredo d'Albertas, longevo finanziatore del Gozzano.

Nel 1945, dopo un'ulteriore inattività forzata di cinque anni causata dalla seconda guerra mondiale, il sodalizio si riorganizzò sotto la guida dei presidenti Ranzini e Gioira, del vicepresidente marchese Alfredo d’Albertas e del collaboratore Rino Zanni.
Ri-ottenuta l'affiliazione alla FIGC, il Gozzano (forte di un organico di spessore in cui spiccava l’ex nazionale argentino Evaristo Barrera) esordì vincendo il girone A del campionato piemontese di Prima Divisione e piazzandosi terzo nel successivo girone valido per le semifinali regionali. La progressiva partenza dei giocatori migliori impedì, negli anni successivi, di eguagliare o migliorare tale risultato.
Nel 1948 la presidenza del Gozzano passò proprio al marchese d’Albertas, il quale riuscì a riorganizzare la rosa con l'innesto di giovani talentuosi e infine a portare i rossoblù a vincere il campionato 1951-1952, ottenendo così l'accesso alla Promozione. Tra i giocatori “lanciati” in questo periodo si fece notare il giovanissimo Ermanno Tarabbia, che di lì a poco avrebbe calcato i campi della Serie A.
Dopo aver ottenuto la salvezza per due anni consecutivi, al termine della stagione nel 1953-1954 d'Albertas si trovò a corto di risorse e decise di auto-retrocedere la squadra in Prima Divisione. Dovendo rifondare nuovamente la squadra con l'innesto di molti giovani, il Gozzano rimase nella categoria in questione fino al 1956-1957, allorché primeggiò nel proprio girone e ottenne la promozione nel Campionato Dilettanti (dal 1959 trasformato in Prima Categoria), ove rimase fino al 1962, beneficiando dell'innesto di giocatori d'esperienza quale Bruno Padulazzi.
Dopo aver chiuso il campionato 1961-1962 al quinto posto nel proprio girone, il marchese d'Albertas, lamentando lo scarso interesse della comunità di Gozzano nei confronti della propria squadra, se ne disimpegnò, decidendo di entrare nell'organigramma dello Stresa Sportiva. Non essendosi fatto avanti nessuno per subentrargli, l'A.C. Gozzano entrò in stato di inattività: per cinque anni la pratica calcistica comunale venne portata avanti unicamente nell'ambito del CSI e dell'oratorio parrocchiale.
Nel giro di poco tempo il comune di Gozzano iniziò a far pressione su d'Albertas affinché rivedesse la propria decisione: nel 1967 il marchese acconsentì e finanziò la ripartenza della squadra rossoblù dalla Terza Categoria della provincia di Novara. Vinto il campionato senza subire alcuna sconfitta, il Gozzano inanellò un ciclo di stagioni positive che già nel 1971 lo riportarono a militare in Promozione.
Dopo sette stagioni nella massima categoria dilettantistica regionale, nel 1978-1979 i cusiani vinsero il proprio girone a pari merito col Borgosesia: lo spareggio, giocato allo stadio della Liberazione di Omegna, vide prevalere per 2-0 proprio il Gozzano, che conquistò così il primo accesso alla Serie D.
In estate il marchese d'Albertas lasciò la carica di presidente, tenendo per sé la presidenza onoraria, ed ammise in società nuovi soggetti (onde incrementare la base finanziaria), mentre la squadra venne rifondata con numerosi nuovi acquisti. Ciò non bastò a mantenere la categoria: il Gozzano stazionò stabilmente nella bassa classifica e a nulla valsero né gli innesti effettuati nel calciomercato "di riparazione" né il doppio esonero dell'allenatore (ad Annibale Mastrini subentrò Mario Tortul, poi a sua volta giubilato in favore di Aldino Ruga).
Poco dopo la retrocessione entrò tuttavia in società l'esperto direttore sportivo Carlo Pedroli, già socio fondatore del Verbania (da lui condotto ad alcune buone stagioni in Serie C), che riorganizzò la rosa e la ricondusse già nel 1982 a giocarsi la risalita nel torneo interregionale Ancora una volta la posta venne messa in palio tramite uno spareggio, stavolta contro la Cossatese. La gara, giocata allo stadio Leonida Robbiano di Vercelli, vide tuttavia dominare i biancazzurri di Cossato, che superarono il Gozzano per 3-0.
La sconfitta innescò una fase di declino per la società, che subì la scissione del settore giovanile, costituitosi in un club autonomo denominato Junior Gozzano. Il marchese d'Albertas provò a riprendere in mano la situazione, ma non ciò non bastò ad evitare, nella primavera del 1985, le relegazione dei rossoblù in Prima Categoria. Il nobile mecenate, ormai anziano e debilitato, chiuse quindi la sua esperienza nel calcio; morirà poi nel 1992.
Dopo alcuni anni interlocutori, nel 1991 l'avvento alla presidenza di Adriano Cerutti portò a una riorganizzazione del Gozzano: in pochi anni la prima squadra seppe risalire in Promozione. Poco tempo prima la FAR Rubinetterie S.p.A. (azienda gozzanese attiva nel settore idro-termo-sanitario) ne aveva assunto il patronato, garantendo al Gozzano nuove e consistenti risorse. Al titolare e fondatore della FAR, Alberto Allesina, fu conferita la carica di presidente onorario del clun rossoblù.
Nel 2004 il Gozzano ascese in Eccellenza regionale, dove militò fino al 2010-2011, stagione nella quale la squadra, guidata dal tecnico Mauro Lesina, primeggiò nel proprio girone ottenendo la promozione in Serie D.
Contrariamente a trent'anni prima, alla prova del campionato nazionale il Gozzano (frattanto divenuto un'associazione sportiva dilettantistica) si dimostrò competitivo: seppur con qualche difficoltà - e rimediando molti pareggi - i rossoblù (inizialmente ancora guidati da Lesina, poi esonerato a novembre 2011 in favore di Roberto Bacchin) ottennero la salvezza. Analogo risultato si conseguì nel biennio 2012-2013, ancora una volta previo cambio di guida tecnica: a inizio stagione venne infatti chiamato Enrico Bortolas, ma fu Salvatore Mango (subentrato in autunno) a condurre in porto l'obiettivo del mantenimento della categoria. Frattanto, esaurito il ciclo della presidenza Cerutti, la massima carica rossoblù era passata a Fabrizio Leonardi.
La retrocessione in Eccellenza si concretizzò nuovamente al termine del campionato 2013-2014: neanche un doppio cambio di allenatore (il neo-ingaggiato Marco Falsettini si dimise in autunno, facendo spazio al rientrante Mango, poi a sua volta sostituito a febbraio 2014 da Walter Viganò) evitò ai rossoblù il 16º posto nel proprio girone; il successivo pareggio nel playout contro il MapelloBonate relegò i cusiani in virtù della peggior posizione in regular season.
Fu però solo una parentesi: nel 2014-2015 la squadra rossoblù venne ridisegnata dall'ex capitano Alex Casella, ritiratosi dal calcio giocato e nominato direttore sportivo. Affidato in panchina al confermato Walter Viganò e in campo al centravanti Massimiliano Guidetti, il Gozzano dominò l'Eccellenza regionale, vincendo il campionato con 8 turni d'anticipo sulla fine del calendario e assicurandosi anche (per la prima volta in assoluto) la fase regionale di Coppa Italia Dilettanti, risalì prontamente in serie D.

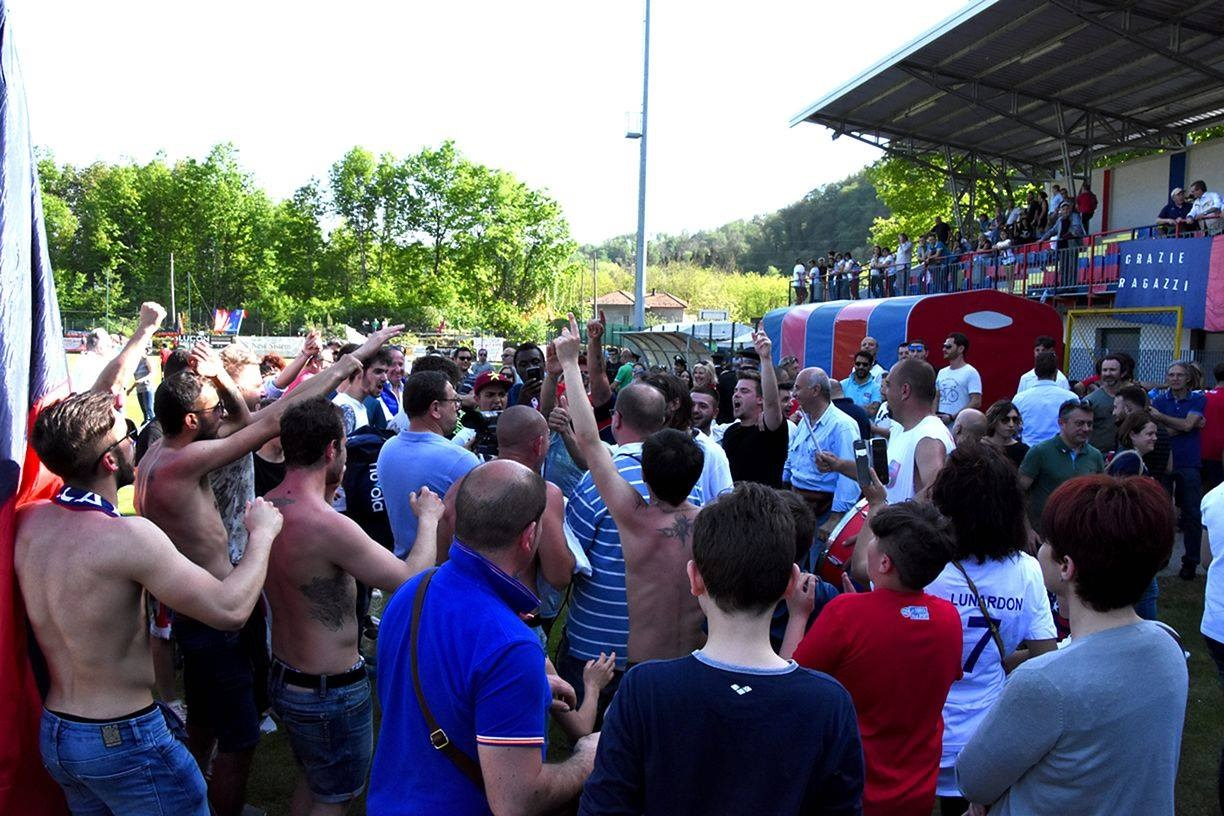
Tifosi in festa allo stadio d'Albertas il giorno della prima promozione del Gozzano in Serie C.

Seguirono due stagioni in crescendo di risultati: il 2015-2016 vide il Gozzano (sempre guidato da Viganò) chiudere il girone A al sesto posto, piazzamento che venne migliorato nel campionato 2016-2017 (previo avvicendamento in panchina tra Viganò e Massimo Gardano), ove i rossoblù s'attestarono in quarta posizione finale e poi vinsero i play-off del girone contro il blasonato Varese, senza però accedere alla promozione.
Il trend ebbe il suo culmine nel 2017-2018: la squadra cusiana, guidata in panchina da Marco Gaburro, vinse un prolungato duello col Como e vinse il girone, ottenendo la promozione diretta in Serie C. A seguito di ciò venne ripristinata la storica denominazione sociale Associazione Calcio Gozzano.
La prima stagione tra i professionisti, con la squadra passata sotto la guida di Antonio Soda, si concluse con una tranquilla salvezza nel girone d'appartenenza, divenuta matematica con tre giornate d'anticipo sulla fine della stagione regolare. Data l'indisponibilità dello stadio Alfredo d'Albertas (oggetto di un intervento ristrutturativo), il Gozzano giocò praticamente tutte le proprie gare interne dell'annata e quelle iniziali della successiva allo stadio Silvio Piola di Vercelli, potendo tornare a casa solo a fine 2019.
Proprio la seconda stagione professionistica si rivelò travagliata per i rossoblù, che nell’estate 2019 persero il patron Alberto Allesina, stroncato da una grave malattia: la FAR però confermò il suo appoggio e la presidenza onoraria passò alla vedova Marilena Fornara. Affidati dapprima al tecnico David Sassarini e quindi al rientrante Soda, i cusiani si ritrovarono tuttavia stabilmente a fondo classifica del girone A di Serie C, seppur mai troppo distaccati dalla zona salvezza. Il campionato si interruppe bruscamente a febbraio 2020 a causa dell'epidemia di COVID-19, con 11 turni non ancora disputati; dopo circa quattro mesi di decisioni contrastanti tra FIGC e Lega Italiana Calcio Professionistico, l'8 giugno il Gozzano venne confermato all’ultimo posto nel girone A (ove si trovava al momento della sospensione) e retrocesso "a tavolino" in Serie D.
Sebbene il Gozzano fosse subito riuscito a vincere il proprio girone di Serie D, la società giudicò troppo oneroso iscrivere ancora la squadra fra i professionisti. Si decise pertanto di chiedere la riammissione in sovrannumero alla Serie D. Le due stagioni successive vennero trascorse a metà classifica.

## Colori e simboli

### Colori

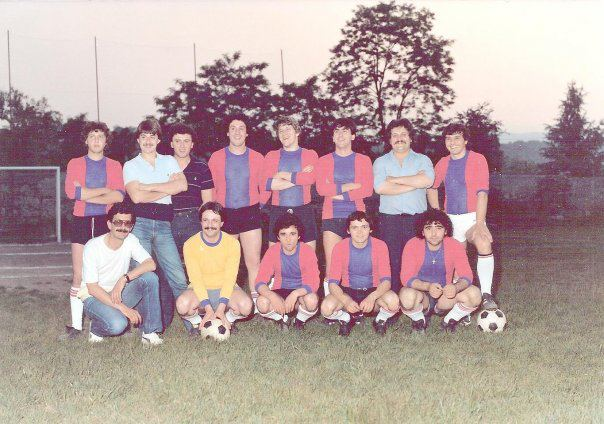
Giocatori del Gozzano vestiti nella peculiare maglia rossa con palo blu centrale (1980 circa).

I colori sociali del calcio gozzanese sono storicamente il rosso e il blu. Non è noto il motivo esatto che condusse alla loro scelta, ma è possibile ipotizzare una loro correlazione con l'araldica civica comunale: il rosso infatti connota parte dello stemma, mentre il blu domina nel gonfalone. La società si è del resto sempre riconosciuta nello stemma araldico di Gozzano quale elemento rappresentativo.
Tradizionalmente la maglia casalinga presenta un template partito in siffatte tinte: è tuttavia segnalato anche l'uso di maglie palate, senza scordare altre peculiari soluzioni (tra le quali la maglia rossa con largo palo blu centrale usata verso gli anni 1980 e la maglia blu con maniche e spalle rosse adottata nel 2018-2019).
Le maglie esterne tendono invece a usare soluzioni monocrome in bianco (con finiture nei colori sociali) o blu navy (con dettagli bianco-rossi che richiamano i colori del civico stemma araldico); attorno al 1980 è però anche segnalato l'uso di divise giallo-blu, mentre nel 2019-2020 si è optato per il nero.
Le cosiddette terze divise (laddove ne è stato previsto l'utilizzo) risultano essere perlopiù costituite da completi verdi, tinta connotante il marchio della FAR Rubinetterie, sponsor sociale dal 1985.
Nella stagione 1985-1986, desiderando richiamare più direttamente l'aspetto dello stemma municipale, i colori sociali vennero mutati in bianco e rosso: la scelta fu tuttavia effimera e riscosse scarso successo tra i tifosi, sicché nel 1995 si optò per il ripristino del canonico rossoblù.

### Simboli ufficiali

#### Stemma
Nei primi anni d'esistenza del club i giocatori portavano ricamato sul petto delle loro casacche il solo stemma comunale gozzanese (troncato di rosso e d'argento, con ornamenti esteriori di comune) declinato in forma d'ancile e privo di particolari orpelli esteriori.
Il più antico simbolo adottato specificamente dal club di cui sia nota l'esistenza consiste in un pallone da calcio, circondato dalla ragione sociale (scritta per esteso a lettere stampatelle auree) su fondo partito di rosso e blu.
In occasione dell'esordio in Serie D nel 1979 venne adottato un gagliardetto triangolare partito nelle tinte sociali predette, recante in posizione centrale il disegno di un pallone da calcio e la ragione sociale (in forma abbreviata) inscritta superiormente.
Nel 1985, in concomitanza col temporaneo passaggio ai colori bianco-rossi, lo stemma venne graficamente declinato in uno scudo francese antico partito nei due nuovi colori sociali, recante al centro lo stemma comunale di Gozzano come regolamentato nel 1930 (completo degli ornamenti esteriori d'ordinanza); la denominazione sociale si colloca sempre in capo, a lettere stampatelle auree, mentre in basso appare l'anno di fondazione.
Allorché la società fece "marcia indietro" sull'uso del bianco si passò brevemente a utilizzare un gagliardetto triangolare partito di rosso e blu, recante in posizione centrale lo stemma municipale inscritto in un cerchio bianco; vennero preservati in capo la ragione sociale, a caratteri stampatelli aurei, e nella cuspide l'anno di fondazione, egualmente in cifre dorate.
La forma a scudetto è stata poi recuperata attorno al 2006, allorché lo stemma comunale è stato nuovamente liberato dal cerchio di contenimento e le parti testuali sono state virate in bianco.

#### Altri simboli

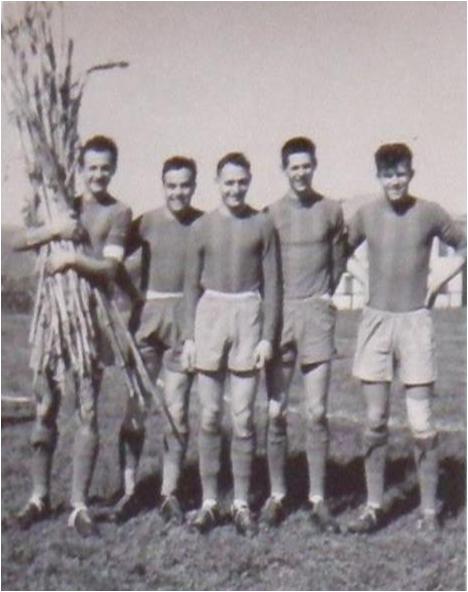
Gruppo di giocatori del Gozzano fotografati attorno al 1956: il primo a sinistra tiene in braccio un fascio di malgàscia.

Un ulteriore elemento iconicamente legato a Gozzano (e quindi al club) è la pianta essiccata del granoturco, che nella variante cusiana del dialetto novarese è denominata malgàscia.
Fino ai primi del XX secolo tale cereale venne diffusamente coltivato nel territorio cusiano e costituì una fondamentale fonte di sostentamento (non solo alimentare) per la popolazione; tuttavia, data la poca fertilità della conca di Gozzano, caratterizzata da terreni sassosi e poco esposti al sole, nei comuni circostanti nacque la diceria che i gozzanesi fossero "miseri come la pianta secca del mais" (ossia un rifiuto di nessuna utilità, essendo stato svuotato dei chicchi). Pertanto fu loro attribuito il soprannome di malgascìtt o malgascìn, ben presto esteso, di riflesso, anche ai giocatori rossoblù.
Una volta venuta meno la sua importanza economica e superate le sfumature dispregiative, la malgàscia è così divenuta un elemento qualificante e identitario per il folklore e la cultura locale.

## Strutture

### Stadio
Il primo campo sportivo del Gozzano venne ricavato a nord del centro abitato, sulla strada provinciale 229 che conduce a Orta San Giulio.
Successivamente le attività vennero trasferite su un terreno messo a disposizione dalla multinazionale tessile Ortalion-Bemberg nelle pertinenze del proprio locale stabilimento; l'espansione del sito produttivo obbligò però presto i rossoblù a un nuovo trasloco, dapprima presso il campo sportivo dell'oratorio parrocchiale (nel cuore del centro storico) e infine al campo sportivo comunale eretto ex novo nella località periferica di Monterosso.
A seguito di una progressiva implementazione, quest'ultimo campo da gioco (sorto nei pressi della chiesa della Madonna di Luzzara) divenne un vero e proprio stadio, al quale dal 21 maggio 1994 è associata la memoria del marchese Alfredo d'Albertas (1916-1992), longevo e munifico mecenate del club rossoblù.
Nel 2018, allorché il Gozzano ha ottenuto per la prima volta il "pass" per il professionismo, l’impianto di gioco ha dovuto essere potenziato: fino ad allora infatti, avendo ospitato solo competizioni dilettantistiche, gli spalti consistevano di una tribuna stabile coperta sul lato occidentale del campo e una piccola gradinata metallica sul lato orientale, capaci in combinato di accogliere al massimo circa 400 spettatori. Le strutture esistenti sono state pertanto migliorate e integrate dalla costruzione di nuovi spalti per un totale di circa 1500 posti.
Onde consentire l'esecuzione dei lavori di ampliamento e miglioramento infrastrutturale, i rossoblù (fatte alcune valutazioni) hanno disputato praticamente tutte le gare interne della stagione 2018-2019 sul terreno neutro dello stadio Silvio Piola di Vercelli, storico impianto da 5500 posti omologato anche per la Serie B. Un ritardo nella concessione del permesso di trasferimento tuttavia ha obbligato a giocare la sola gara inaugurale del suddetto campionato all'ancor più grande stadio di Novara, a sua volta intitolato a Silvio Piola.
Conclusi i lavori, dal 2019 il Gozzano è tornato a giocare al d'Albertas.

### Centro di allenamento
La prima squadra svolge normalmente la propria preparazione presso il summenzionato stadio d'Albertas e nel contiguo campo regolamentare in erba sintetica FAR Camp, costruito a nord dello stadio "propriamente detto". Nelle pertinenze sorge altresì una palestra attrezzata.

## Società

### Organigramma societario
In carica al 26 settembre 2021:
- Marilena Fornara Allesina - presidente onorario
- Fabrizio Leonardi - presidente e membro CDA
- Lorenzo Ruga - vicepresidente e membro CDA
- Mauro Lesina - direttore generale e membro CDA
- Giacomo Diciannove - direttore sportivo e membro CDA
- Sergio Zanetta - segretario amministrativo
- Anita Zanetta - responsabile comunicazione
- Sergio Bracchi - responsabile impianti e membro CDA
- Cristina Allesina - membro CDA
- Ardo Caligiuri - membro CDA
- Alberto Duella - membro CDA
- Massimo Duella - membro CDA

### Sponsor
Di seguito la cronologia dei fornitori tecnici del Gozzano.
| Cronologia degli sponsor tecnici - fino al 2008 ... - 2008-2010 Erreà - 2010-2011 Macron - 2011-2019 Joma - 2019- Macron |

### Settore giovanile

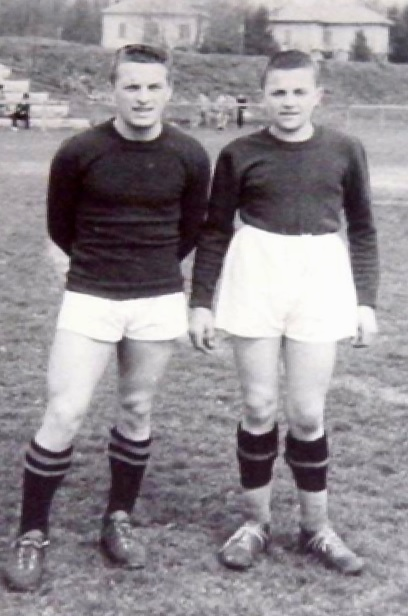
I fratelli Francesco e Pietro Dalio, tra i più fortunati "prodotti" del vivaio gozzanese.

Il settore giovanile del Gozzano gestisce nella stagione 2019-2020 sei squadre a carattere agonistico: under-14, under-15, under-16, under-17, Juniores Nazionali e Berretti. Le attività di base, a carattere non agonistico e aperte anche a non tesserati sono invece affidate dal 2019 all'associazione Gozzano Academy, cui afferiscono nove formazioni che spaziano dai Piccoli Amici (6-7 anni d'età) agli under-14 non competitivi.
Il 3 luglio 2018 il Gozzano ha stretto un accordo di collaborazione con l'Associazione Sportiva Dilettantistica 1924 Suno F.C.D. (società limitrofa di solo vivaio, affiliata all'Inter) al fine di ampliare il bacino dal quale attingere nuovi giocatori da inserire nella trafila della cantera gozzanese: a decorrere da tale patto, le squadre del Suno militanti in campionati a carattere nazionale adottano i simboli e i colori del Gozzano. Accordi analoghi sono stati siglati nel 2017 l'Associazione Sportiva Dilettantistica Gargallo per la gestione delle attività di base e nel 2019 con l'Associazione Sportiva Dilettantistica Pernatese, l'Associazione Sportiva Dilettantistica Libertas Vaprio e l'Unione Sportiva Dilettantistica Pietra di Castello. Nel 2020 tale rete è passata in capo alla Pro Vercelli.
Tra il 2013 e il 2015 le giovanili rossoblù sono state inserite tra i centri di formazione del Parma.
Sedi del settore giovanile sono pertanto il già citato stadio d'Albertas (in particolare il campo sintetico FAR Camp) e vari altri campi sportivi di comuni del novarese.
Nelle file delle giovanili del Gozzano, nel corso dei decenni, si sono formati giocatori d'alto livello quali Pietro Dalio, Ermanno Tarabbia e Diego Zanetti. Per quanto concerne le squadre, i migliori risultati sono stati raccolti negli anni 2010: nell'annata 2017-2018 la selezione Juniores si è qualificata per la prima volta alla fase nazionale del relativo campionato.

### Settore femminile
Dal 2019, in ottemperanza alle normative federali italiane, che richiedono alle società professionistiche di investire sulla formazione di una propria sezione femminile, il Gozzano ha avviato la leva di due squadre "rosa" (under-12 e under-15), puntando progressivamente a creare un settore giovanile completo e quindi una prima squadra muliebre.

## Allenatori e presidenti
Di seguito la cronologia di allenatori e presidenti del Gozzano.
| Allenatori - fino al 1945 ... - 1945-1946 Piero Lovera - 1946-1951 ... - 1951-1952 Pietro Ruga - 1952-1953 ... - 1953-1954 Carlo Martinetti - 1954-1956 ... - 1956-1957 Pietro Ruga - 1957-1962 ... - 1962-1967 nessuno (club inattivo) - 1967-1969 Gianni Alliata - 1969-1970 Ermanno Tarabbia - 1970-1971 Pierino Podestà - 1971-1972 Alessandro Cardoletti - 1972-1973 Alessandro Cardoletti, poi Diego Zanetti - 1973-1974 Diego Zanetti - 1974-1975 Giancarlo Bessi - 1975-1976 Franco Giraudo - 1976-1977 Luciano Alfieri, poi Renato Cocconi - 1977-1979 Annibale Mastrini - 1979-1980 Annibale Mastrini, poi Mario Tortul, poi Aldino Ruga - 1980-1982 Annibale Mastrini - 1982-1985 Aldino Ruga - 1985-1987 Annibale Mastrini - 1987-1989 Mauro Colla - 1989-1990 Pier Giorgio Longhi - 1990-1991 Pier Giorgio Longhi, poi Aldino Ruga - 1991-1992 Mario Guidetti - 1992-1993 Bruno Mariani, poi Annibale Mastrini - 1993-1995 Annibale Mastrini - 1995-1996 Annibale Mastrini, poi Pier Giorgio Longhi - 1995-1996 Pier Giorgio Longhi, poi Giovanni Reali - 1996-1997 Giovanni Reali - 1997-1998 Gianpiero Forzani, poi Pier Giorgio Longhi - 1998-2000 Umberto Baer - 2000-2001 Alessandro Antonelli - 2001-2002 Umberto Baer - 2002-2003 Paolo Ottina, poi Paolo Rosa - 2003-2006 Paolo Rosa - 2006-2007 Roberto Bonan - 2007-2008 Roberto Bonan, poi Paolo Rosa - 2008-2009 Paolo Rosa - 2009-2011 Mauro Lesina - 2011-2012 Mauro Lesina, poi Roberto Bacchin - 2012-2013 Enrico Bortolas, poi Salvatore Mango - 2013-2014 Marco Falsettini, poi Salvatore Mango, poi Walter Viganò - 2014-2016 Walter Viganò - 2016-2017 Walter Viganò, poi Massimo Gardano - 2017-2018 Marco Gaburro - 2018-2019 Antonio Soda - 2019-2020 David Sassarini, poi Antonio Soda - 2020-2021 Antonio Soda - 2021-2024 Massimiliano Schettino - 2024 Vinicio Espinal - 2024- Manuel Lunardon | Presidenti - 1920-1921 ... - 1921-? Ugo Grigolato - ?-1945 ... - 1945-1946 Vittorio Ranzini - 1946-1948 Franco Gioira - 1948-1962 Alfredo d’Albertas - 1962-1967 nessuno (club inattivo) - 1967-1979 Alfredo d’Albertas - 1979-1980 Gian Luigi Floriani - 1980-1981 Franco Caleffi, Piero Sassi (reggenti) - 1981-1985 Alfredo d’Albertas - 1985-1987 Giuseppe Paracchini - 1987-1989 Paolo Boraso - 1989-1991 Rocco Pomodoro - 1991-2012 Adriano Cerutti - 2012- Fabrizio Leonardi |

## Calciatori

### Capitani
- ... (fino al 1921)
- Antonio Ruga[9] (1921-1922)
- ... (1922-1937 ca.)
- Antonioli[73] (1937 ca.)
- ... (1937 ca.-1975)
- Renato Antonioli[74] (1975-1976)
- ... (1976-1978)
- Marco Giromini[75] (1978-1979)
- Valerio Pivanti[10] (1979-1982)
- ... (1982-2004)
- Alex Casella[52][76] (2004-2014)
- Manuel Tommaso Lunardon[77] (2014-2018)
- Samuele Emiliano[78][79] (2018-2019)
- Roberto Guitto[80] (2019-2020)
- Fabrizio Carboni[81] (2020-)

## Palmarès

### Competizioni interregionali
- Serie D: 2

2017-2018 (girone A), 2020-2021 (girone A)

### Competizioni regionali
- Eccellenza Piemonte-Valle d'Aosta: 2

2010-2011 (girone A), 2014-2015 (girone A)
- Promozione Piemonte-Valle d'Aosta: 2

1978-1979 (girone A), 2003-2004 (girone A)
- Coppa Italia Dilettanti Piemonte-Valle d'Aosta: 1

2014-2015
- Prima Divisione Piemonte-Valle d'Aosta: 3

1945-1946 (girone A), 1951-1952 (girone A), 1956-1957 (girone A)
- Prima Categoria Piemonte-Valle d'Aosta: 1

1998-1999 (girone A)
- Seconda Categoria Piemonte-Valle d'Aosta: 1

1969-1970 (girone A)

### Competizioni provinciali
- Terza Categoria: 1

1967-1968

### Altri piazzamenti
- Eccellenza:

Terzo posto: 2008-2009 (girone A), 2009-2010 (girone A)
- Promozione:

Terzo posto: 1999-2000 (girone A)
- Scudetto Serie D

Semifinalista: 2017-2018
- Coppa Italia Serie D:

Semifinalista: 2013-2014

## Statistiche e record

### Partecipazione ai campionati
Campionati su base nazionale e interregionale
| Livello | Categoria | Partecipazioni | Debutto   | Ultima stagione | Totale |
| ------- | --------- | -------------- | --------- | --------------- | ------ |
| 3º      | Serie C   | 2              | 2018-2019 | 2019-2020       | 2      |
| 4º      | Serie D   | 9              | 2015-2016 | 2025-2026       | 13     |
| 5º      | Serie D   | 4              | 1979-1980 | 2013-2014       | 13     |

Campionati su base regionale
| Livello | Categoria             | Partecipazioni | Debutto   | Ultima stagione | Totale |
| ------- | --------------------- | -------------- | --------- | --------------- | ------ |
| 4°      | Prima Divisione       | 8±             | 1937-1938 | 1951-1952       | 8±     |
| 5º      | Eccellenza            | 1              | 2014-2015 | 2014-2015       | 17     |
| 5º      | Promozione            | 11             | 1952-1953 | 1977-1978       | 17     |
| 5º      | Campionato Dilettanti | 2              | 1957-1958 | 1958-1959       | 17     |
| 5º      | Prima Categoria       | 3              | 1959-1960 | 1961-1962       | 17     |
| 6º      | Eccellenza            | 7              | 2004-2005 | 2010-2011       | 18     |
| 6º      | Prima Divisione       | 4              | 1953-1954 | 1956-1957       | 18     |
| 6º      | Prima Categoria       | 1              | 1970-1971 | 1970-1971       | 18     |
| 6º      | Promozione            | 6              | 1978-1979 | 1984-1985       | 18     |
| 7º      | Seconda Categoria     | 2              | 1968-1969 | 1969-1970       | 14     |
| 7º      | Prima Categoria       | 6              | 1985-1986 | 1990-1991       | 14     |
| 7º      | Promozione            | 6              | 1995-1996 | 2003-2004       | 14     |
| 8º      | Terza Categoria       | 1              | 1967-1968 | 1967-1968       | 5      |
| 8º      | Prima Categoria       | 4              | 1991-1992 | 1998-1999       | 5      |

### Partecipazione alle coppe
| Competizione            | Partecipazioni | Debutto   | Ultima stagione | Totale |
| ----------------------- | -------------- | --------- | --------------- | ------ |
| Coppa Italia Serie C    | 2              | 2018-2019 | 2019-2020       | 2      |
| Coppa Italia Serie D    | 12             | 2011-2012 | 2025-2026       | 12     |
| Poule scudetto Serie D  | 1              | 2017-2018 | 2017-2018       | 1      |
| Coppa Italia Dilettanti | 1              | 2014-2015 | 2014-2015       | 1      |

### Statistiche di squadra
Di seguito i principali record del Gozzano al 9 luglio 2018:
- Vittoria più larga:

Gozzano-Verbania 11-1 (2014-2015)
- Vittoria più larga in trasferta:

Bra-Gozzano 0-5 (2017-2018)
- Sconfitta più larga:

Cuoiopelli-Gozzano 5-0 (1979-1980)
- Sconfitta più larga in casa:

Gozzano-Torretta Santa Caterina 1-4 (1979-1980)

### Statistiche individuali
Primatiste di presenze in gare ufficiali è il difensore Alessandro "Alex" Casella, che tra il 2004 e il 2014 ha vestito la maglia rossoblù in oltre 300 occasioni; ritiratosi dall'attività agonistica, è stato per alcuni anni direttore sportivo del Gozzano.

## Tifoseria

### Storia
La quasi secolare permanenza nelle divisioni dilettantistiche (perlopiù a carattere regionale), l'appartenenza a un comune di popolazione ampiamente inferiore alle 10 000 unità e la vicinanza geografica ad altre realtà calcistiche dalla ricca tradizione sportiva (su tutte il Novara) hanno fatto sì che il seguito di tifosi del Gozzano sia sempre stato numericamente contenuto, in adeguata proporzione alle caratteristiche dello stadio casalingo: l'afflusso di pubblico alle gare interne ha generalmente raggiunto il migliaio di unità solo in occasione di gare particolarmente prestigiose (per la posta in palio oppure per la presenza di avversari di tradizione superiore, con conseguente soverchiamento del tifo locale da parte di quello ospite). Per quanto concerne le trasferte, buoni contingenti di pubblico si registrano sulle corte distanze, mentre in quelle più lontane essi calano al di sotto dell'ordine delle decine.
Sebbene in determinate circostanze (soprattutto dagli anni 2010 e in coincidenza con le maggiori fortune sportive rossoblù) alcuni tifosi tendano a presenziare alle partite del Gozzano esponendo striscioni (recanti sigle quali Briganti, Armata Rossoblù, Ultras Gozzano oppure Testi Mati Guzon) e adottando comportamenti tipici della cultura ultras, la ristrettezza e l'estemporaneità di tali manifestazioni non consente di affermare l'esistenza di un vero e proprio movimento di tifoseria organizzata. Tra gli anni 1970 e 1980 era invece segnalata l'esistenza di almeno due associazioni di tifosi a carattere moderato, il Club Fedelissimi e gli Aficionados; la sigla Fedelissimi risulta ancora usata negli anni 2020.

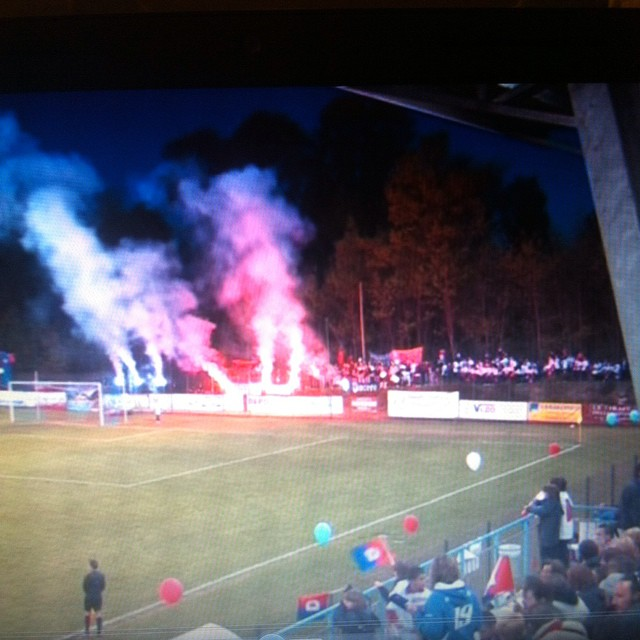
Tifosi del Gozzano durante una gara interna.
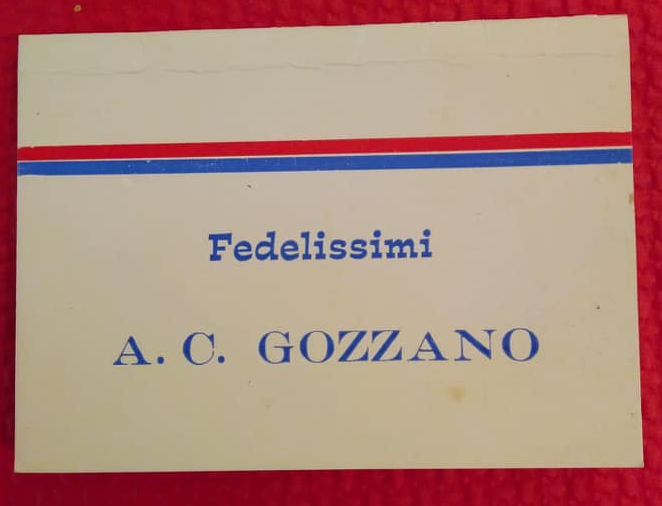
Tessera del "Club Fedelissimi" (anni 1960).

### Gemellaggi e rivalità
A dispetto delle caratteristiche sopra esposte, alla tifoseria del Gozzano è comunque associabile una piccola rete di amicizie e inimicizie campanilistiche.
Per quanto concerne i buoni rapporti, dal 2012 è segnalato un legame coi collettivi al seguito del Verbania. Nel 2018-2019 si è inoltre creato un buon rapporto con la tifoseria della Pro Vercelli, corroborato dal fatto che il Gozzano ha giocato gran parte delle gare casalinghe della sua prima stagione professionistica nello stadio di tale città.
Quanto alle rivalità, spicca nell'insieme quella contro il Borgosesia, che dà origine al cosiddetto derby della Cremosina: le due squadre si sono affrontate per la prima volta il 4 dicembre 1927 e da allora si sono spesso incrociate nei campionati dilettantistici, non di rado competendo per obiettivi analoghi. Tra tutte le partite disputate resta particolarmente nota quella del 17 giugno 1979 allo stadio della Liberazione di Omegna, ove dinnanzi a circa 4 500 spettatori (un pubblico ragguardevole in rapporto al bacino d'utenza delle due squadre coinvolte) i cusiani sconfissero i sesiani e ottennero la loro prima promozione in Serie D.
Le fonti tendono inoltre ad attribuire la qualifica di derby anche ad altre partite che vedono il Gozzano affrontare squadre corregionali: si parla quindi di derby del Cusio o derby del lago d'Orta contro l'Omegna e di derby dell'Altonovarese o derby dell'Agogna contro il Borgomanero.
In alcuni casi l'acrimonia tra tifoserie è sfociata in episodi di tafferugli a margine delle partite, talora finanche a cospetto dei rispettivi settori giovanili.
Ulteriori rivalità sono segnalate nei confronti di Cossatese (squadra che nel 1982 negò ai cusiani la seconda promozione in quarta serie) e Marano Ticino.
Nel 2018 la locuzione derby dell’Agogna ha iniziato a essere usata anche per designare le partite contro il Novara, maggior squadra della provincia d'appartenenza: non è però possibile parlare, in questo caso, di rivalità, ché le due squadre non si erano mai prima d'allora affrontate in un contesto ufficiale. La stessa tifoseria novarese rifiuta la definizione di derby per gli scontri con il Gozzano.